# Галактический сенат
Галактический сенат (англ. Galactic Senate) — высший законодательный орган Галактики и парламент Галактической Республики, а затем Галактической Империи и Новой Республики в вымышленном мире «Звёздных войн».
Резиденция сената находилась на планете Корусант, а при Новой Республике — также частично на Хосниан-Прайм. Верховный канцлер при Республике и император при Империи, осуществляющие исполнительную власть, совмещали свою должность с местом председателя сената.

## Назначение сенаторов и история
Каждая планета или звёздная система назначала сенатора (или представителя) для политического участия в жизни Республики через её сенат. Метод выбора сенатора не был регламентирован Республикой и зависел от системы и культуры расы: сенатор мог быть как избран народом или назначен местным правительством, так и мог унаследовать, купить или завоевать свою должность. Обычно сами сенаторы были той же расы, что и жители представляемой ими планеты. Планеты и системы-члены Республики могли создавать или поддерживать существование своих органов власти, если их деятельность не противоречила решениям сената. В политическом «спектре» существовало множество различных местных органов власти: от монархий до республик или общин. При этом сенат принимал законы для всей Галактики, но поддерживал их исполнение и исполнял функции парламента только для членов Республики.
Сенат был учреждён одновременно с Республикой, в 25 053 ДБЯ. На протяжении тысячелетий Галактический сенат был истинно демократическим органом, но по мере расширения власти и влияния Республики за счёт открытий новых рас или побед над Империей ситхов, его организованность ослабевала. В ведении сената были все органы власти Республики — министерства и ведомства подчинялись профильным комитетам сената, а избранный председатель комитета автоматически становился министром или главой ведомства. Во время Новых войн ситхов, длившихся более тысячи лет, и Республика, и Империя начали терять контроль над своими территориями, а потому вся власть, соответственно, перешла к джедаям и ситхам. В 1032 ДБЯ джедаям удалось разбить противника в генеральном сражении, а потому полномочия были возвращены сенату. Тогда же была проведена Руусантская реформа, по которой сенат был разделён на 1024 делегации. Одна делегация представляла сектор из 50 обитаемых звёздных систем, и состояла из секторального сенатора с правом голоса и нескольких представителей планет или систем с совещательным голосом.
Каноничная история сената начинается c вторжения Торговой Федерации на Набу в 32 ДБЯ. Королева Падме Амидала в своей речи убеждала сенат принять меры против оккупантов, но сенатор Лотт Додд предложил отправить комиссию для рассмотрения «всего на месте». Канцлер Валорум соглашается, что преподносится сенатором Шивом Палпатином Амидале как доказательство продажности канцлера — и та предлагает вынести вотум недоверия Валоруму. Вскоре на его место избирается Палпатин. Это решение сената стало предвестником войн. Искусно манипулируя сепаратистскими настроениями в сенате, через 8 лет Дарт Сидиус создаёт Конфедерацию Независимых Систем во главе с графом Дуку, развязывая Войны клонов. Осознав реальную угрозу войны, Галактический сенат принимает серию законов, наделяя Палпатина чрезвычайными полномочиями для создания армии, и расширяя его права на протяжении войны. К моменту генеральной битвы над Корусантом канцлер являлся почти самодержцем — ему были в том числе переподчинены от сената джедаи. Воспользовавшись этим, Палпатин объявил себя Императором и в качестве Дарта Сидиуса уничтожает Орден. Галактический сенат сохранился, хотя утратил значительную часть своих полномочий; продолжая поддерживать Альянс повстанцев (те намеревались разрешить споры с Империей через сенат), большинство сенаторов сохраняли влияние на Галактику, ожидая смерти своего императора. Палпатин же сохранил сенат для поддержания своей власти до введения в строй «Звезды смерти». Как только в 0 ДБЯ она начала действовать, Палпатин окончательно распускает сенат.
В 4 ПБЯ Новая Республика восстановила Галактический сенат, но его численность — 327 сенаторов — не считалась легитимной, хотя позднее, к 28 ПБЯ, сенат, расположившийся большей частью на Хосниан-Прайм, восстановил численность сенаторов (1024), но число представителей было мало. В следующие годы сенат вновь погряз в мелких склоках и бюрократизме, отказываясь видеть в Первом Ордене угрозу. И всё же, в 34 ПБЯ Верховный канцлер Лавенер Виллечам принял решение сосредоточить вокруг столичной планеты большую часть Звёздного флота Новой Республики. В том же году в ходе атаки Первого Ордена сама планета была уничтожена, как и сенат с флотом. Хотя Новая Республика уцелела, какое-либо влияние она не имела до как минимум 35 ПБЯ, даты, на которой каноничная история «Звёздных войн» пока останавливается.

## Здание сената
Здание сената находится в Сенатском округе Корусанта на Проспекте Основателей. Оно представляло собой гриб, с двухкилометровым куполом в диаметре. Основную часть здания занимал сферический зал заседаний с 1024 платформами для делегаций, оборудованными двигателями на антигравитации для переноса платформы в центр помещения, когда сенатору предоставлялось слово. В здании помимо этого и технических помещений располагались кабинеты сенаторов, залы для приёмов и кулуарных бесед, тогда как кабинеты представителей, секретариат и Кабинет Верховного канцлера находились в административном здании по соседству. Ансамбль этих зданий и проспекта считался достопримечательностью, привлекавшей большое число туристов.
Залы приёмов были окрашены в лавандовый цвет — единственный цвет, который никогда в Республике не ассоциировался с войной. У сената имелась почётная гвардия.

## Сходства с реальностью
Многие обозреватели отмечали, что дебаты в Галактическом сенате отражают ситуацию в США при Джордже Буше, а также беспомощность парламента перед диктатурой. Оформление сената в фильме с одной стороны, подчёркивает его открытость, демократичность, однако сами гигантские масштабы помещения, замедленность действий говорят о бюрократизме и неустойчивости.
Сам Джордж Лукас по этому поводу сказал:

Здесь можно увидеть вечные темы — демократия превращается в диктатуру, и это всегда происходит почти одинаково, проблемы те же самые и те же угрозы извне, при которых нужно больше контроля. Демократический орган — сенат — не может работать как следует, поскольку все пререкаются по мелочам и кругом коррупция.Оригинальный текст (англ.)You sort of see these recurring themes where a democracy turns itself into a dictatorship, and it always seems to happen kind of in the same way, with the same kinds of issues, and threats from the outside, needing more control. A democratic body, a senate, not being able to function properly because everybody’s squabbling, there’s corruption.
Роль Галактического сената в падении собственного государства сходна с ролью Охранительного сената Франции периода Великой французской революции. Хотя в ходе переворота 18 брюмера (9 ноября 1799) Совет старейшин, большинство в котором было у заговорщиков Наполеона Бонапарта, принял декрет о назначении того командующим департамента Сены, собравшийся 10 ноября Совет пятисот отказался одобрить этот декрет, но он был разогнан Мюратом. В тот же вечер удалось собрать остатки Совета (примерно 50 человек) и «принять» необходимые декреты об учреждении временного консульства и назначить консулом будущего императора. В 1802 году Наполеон, опираясь на результаты плебисцита, подобно Палпатину, провёл через Сенат сенатус-консульт о пожизненности своих полномочий, а 28 флореаля (18 мая 1804 года) постановлением Сената была принята новая конституция, согласно которой Наполеон провозглашался императором и образовывалась Первая Империя, как позднее в «Мести ситхов» образована Первая Галактическая империя.
Как сообщает близкая к правительственным кругам газета Deutsche Allgemeine Zeitung, сегодня президент фон Гинденбург передал Адольфу Гитлеру право распускать парламент по своему усмотрению и править Германией без парламента с помощью указов...
Некоторые считают, что приход к власти Палпатина (что привело к возникновению Галактической Империи взамен Республики) полностью аналогичен приходу Адольфа Гитлера в Германии. Став канцлером, он убедил рейхстаг вручить ему «чрезвычайные полномочия», используя в качестве повода поджог здания парламента «коммунистами» — в свою очередь Палпатин использовал для того же сепаратистскую угрозу. Став менее ограниченными в правах, «канцлеры» произнесли речи перед парламентами, которые фактически узаконили роспуск в первом случае Веймарской республики, а во втором — Галактической Республики; возникли диктаторские режимы, ограничивающие права и свободы граждан — нацистская Германия и Империя, с общей идеологией (нацизм и ситхизм) и культами личности. Параллель проведена и в падении режимов — безоговорочной капитуляцией Нацистской Германии в Реймсе слабовольным преемником Гитлера Карлом Дёницом, и Галактическим соглашением, подписанным бесправным императором Масом Амеддой; в отличие от рейхстага, капитуляция империи была согласована с Галактическим сенатом.

### Оценка роли сената в вселенной
Некоторые учёные считают, что истинная тема оригинальной трилогии и трилогии приквелов «Звёздных войн» — отражение учений Томаса Джефферсона о мятеже и власти; выборе между республиками и монархиями. Оба строя хотят принести порядок — только у Республики порядок — это сопротивление и самоуправление, а у Империи — отсутствие выбора. В трилогии сиквелов, как отмечает Касс Санстейн, Дж. Дж. Абрамс взял курс на идеи Джефферсона уже в противостоянии Новой Республики авторитарном Первому Ордену. Таким образом хаотичный орган — сенат, олицетворение Республики, становиться неким символом порядка и свободы, хотя в нём этого никогда не было.
Работая над «Новой надеждой» Лукас просто воспользовался тогдашней политической ситуаций: маленькая страна (Северный Вьетнам) борется против империи: «… Моя Империя — это как Америка через десять лет, после того как никсоновские гангстеры убили Императора и пришли к власти, заставив их выбрать <…> они сделали всё, чтобы население само призвало полицейское государство и забыло о парламенте…». Режиссёр сказал, что задумывал свой фильм во время Вьетнамской войны, когда в США президент Ричард Никсон «пытался изменить конституцию и стать тираном».
Юристы считают, что сама организация работы сената, когда ему подчинены все существующие органы, мешает ему работать, особенно «в период мира». Они же отмечают, что если право «Звёздных войн» не слишком отличается от реального международного права, то Галактический сенат не мог просто согласиться с Палпатином и упразднить Республику — роспуск государства вряд ли мог входить в его полномочия; а значит де-юре Империя не могла существовать, а Галактическая Республика не прекращала своё существование как минимум до событий IX эпизода. Аналогичная ситуация могла иметь место и с Войнами клонов, которые завершились без какого-либо договора.
Общественность несколько раз приводило в пример историю Галактического сената в более поздней истории США. Так, в правлении государством без парламента обвиняли сначала Дика Чейни («для нас [правительства] жизненно важно использовать все имеющие в нашем распоряжении средства для достижения цели»), а затем Барака Обаму («в случаях, когда конгресс бездействует, я буду действовать без него»). Дик Дурбин, сенатор от Иллинойса, заявил, что «конгресс просто упрямится. Он противостоит всему, что предлагает президент, и тому приходится самому принимать решение в интересах страны…». Политика XXI века использовалась как основа для написания романа «Голос крови» о сенате времён Новой Республики.

## Съёмки
Поскольку Лукасу предстояло заснять заседание сената с более чем 20 000 представителями, было решено «добавить» в список рас и существ некоторые виды, выдуманные для других фильмов другими режиссёрами. Так, на одном из заседаний сената присутствуют инопланетяне из фильма Стивена Спилберга «Инопланетянин». Для съёмок сцен с другими депутатами актёров массовки снимали по отдельности, а потом монтировали сцену с помощью компьютера. На съёмках «Скрытой угрозы» было снято столько кадров с сенаторами, что они потом использовались при всех последующих появлениях сената в кино — во втором и третьем фильмах.
Было также расширено участие народа вуки (единственным представителем которого до этого считался Чубакка). В эпизоде «Скрытая угроза» участвуют двое представителей этого народа: это первый случай, когда в фильме появляются другие вуки. После этого вуки стали появляться чаще: в третьем эпизоде, а далее — в мультфильмах и книгах.

## Появления вне «Звёздных войн»
- Галактический сенат упоминается в одной из серий фильма «Студия 30»[38][43].
- В Галактическом сенате из «Звёздных войн» происходит действие одной из серий мультфильма «Сумасшедшие за стеклом, или Мультреалити»[38][44].